# Любейкі (Сім'ятицький повіт)
Любейкі (пол. Lubiejki) — село в Польщі, у гміні Милейчиці Сім'ятицького повіту Підляського воєводства.
Населення — 25 осіб (2011).

## Історія
У 1975—1998 роках село належало до Білостоцького воєводства.

## Демографія
Демографічна структура станом на 31 березня 2011 року:
|          | Загалом | Допрацездатний вік | Працездатний вік | Постпрацездатний вік |
| -------- | ------- | ------------------ | ---------------- | -------------------- |
| Чоловіки | 13      | 2                  | 6                | 5                    |
| Жінки    | 12      | 1                  | 4                | 7                    |
| Разом    | 25      | 3                  | 10               | 12                   |